# Корабльов Микола Васильович
Микола Васильович Корабльов (1908 — ???) — лікар, педагог.

## Біографія
М. В. Корабльов народився у 1908 році в м. Севастополь.
В 1932 році  закінчив Ленінградський державний інститут фізичної культури, де до 1935 року працював асистентом.
У 1939 році закінчив Одеський медичний інститут. До  1941 року завідував кафедрою фізичної підготовки та лікувальної фізкультури Одеського медичного інституту.
У воєнні 1941—1945 роки працював у лікувально-санітарних установах Сталінградської області.
В 1945—1949 роках був завідувачем відділенням ЛФК Науково-дослідного інституту у. м. Сочі.
В 1947 році захистив  дисертацію  і здобув науковий ступінь кандидата педагогічних наук.
У 1948 році присвоєно вчене звання старшого наукового співробітника за спеціальністю «лікувальна фізкультура».
У 1949—1953 роках  був завідувачем кафедри фізичного виховання та лікарського контролю  Київського медичного інституту.
Протягом 1953—1970 років працював деканом факультету фізичного виховання та спорту  Одеського державного педагогічного інституту імені К. Д. Ушинського. Одночасно завідував кафедрою теорії і методики фізичного виховання.
В 1961 році присвоєно вчене звання доцента кафедри теорії і методики фізичного виховання.
5 вересня 1970 року вийшов на пенсію у зв'язку зі станом здоров'я.

## Наукова діяльність
Вивчав питання ефективності лікувальної фізкультури, методики фізичного виховання.
Є автором наукових статей, навчальних посібників.

##### Праці
- Ежедневная гимнастика для людей умственного труда/  Н. В. Кораблев. — М.: Физкультура и спорт, 1949. — 64 с. https://web.archive.org/web/20190302025125/https://www.libex.ru/detail/book945524.html; https://libking.ru/books/home-/home-health/143620-n-korablev-ezhednevnaya-gimnastika-dlya-lyudey-umstvennogo-truda.html [Архівовано 2 березня 2019 у Wayback Machine.]

- Врачебный контроль в физическом воспитании: Учебное пособие для студентов-заочников факультетов физического воспитания педагогических институтов / Н. В. Кораблев. — Одесса: ОГПИ, 1961. — 88 с.

- Фізична культура і здоров'я учнів / М. В. Корабльов. — К.: Знання, 1963. — 32 с.

## Нагороди
- Знак «Відміннику охорони здоров'я»